# 🇸🇹
🇸🇹 is een Unicode vlagsequentie emoji die gebruikt wordt als regionale indicator voor Sao Tomé en Principe. De meest gebruikelijke weergave is die van de vlag van Sao Tomé en Principe, maar op sommige platforms (waaronder Microsoft Windows) ziet men de letters ST.
De vlagsequentie is opgebouwd uit de combinatie van de Regional Indicator Symbols 🇸 (U+1F1F8) en 🇹 (U+1F1F9), tezamen de ISO 3166-1 alpha-2 code ST voor Sao Tomé en Principe vormend.
Deze emoji is in 2010 geïntroduceerd met de Unicode 6.0-standaard.

## Gebruik

De landsvlag van Sao Tomé en Principe

Deze emoji wordt gebruikt als regionale aanduiding van Sao Tomé en Principe.

## Codering

De Twemoji-implementatie

### Unicode
In Unicode vindt men de 🇸🇹 met de codesequentie U+1F1F8 U+1F1F9 (hex).

### Shortcode
Er zijn shortcodes  voor 🇸🇹; in Github kan deze opgeroepen worden met :são tomé & príncipe:,  in Slack kan het karakter worden opgeroepen met de code :flag-st:.